# Klahanie (Washington)
Klahanie es un área no incorporada ubicada en el condado de King en el estado estadounidense de Washington.

## Geografía
Klahanie se encuentra ubicado en las coordenadas 47°25′52″N 122°26′11″O / 47.43111, -122.43639.